# All I Want for Christmas Is You
«All I Want for Christmas Is You» (lit. ‘L'únic que vull per Nadal ets tu’) és una cançó d'estil pop escrita i interpretada per la cantautora nord-americana Mariah Carey. Columbia Records es va encarregar de la seva distribució a partir de l'1 de novembre de 1994 i va ser el principal senzill del seu quart àlbum d'estudi, Merry Christmas.
Carey, que també va participar com a productora al costat de Walter Afanasieff, va escriure la lletra de la cançó, en la qual declara no estar interessada en els regals o els adorns de Nadal, sinó en estar acompanyada del seu amant durant les festes de desembre. És una cançó d'amor amb tempo ràpid, la instrumentació del qual inclou l'ús de carillons i veus addicionals, així com sintetitzadors.
Es van produir dos vídeos musicals amb Carey com a protagonista, tots dos gravats el desembre de 1993. El vídeo principal conté material casolà gravat en la llar de Carey durant la temporada nadalenca, i mostra a la intèrpret vestida amb un vestit reminiscent al Pare Noel lliscant sobre el vessant d'una muntanya nevada. El seu llavors espòs Tommy Mottola fa un cameo com a Pare Noel i li dona un regal gairebé al final del vídeo. El segon es va gravar en blanc i negre, i mostra a l'artista vestida amb roba dels anys 1960 i ballant amb alguns ballarins, com a homenatge a The Ronettes.
La cantant ha interpretat el tema en diverses aparicions televisives i en gires promocionals al llarg de la seva carrera. La primera vegada que ho va cantar en viu va ser al Japó durant la seva gira Daydream World Tour (1996), després va seguir amb Butterfly World Tour (1998) i Charmbracelet World Tour (2002–03), així com en les desfilades nadalenques dels parcs temàtics de Walt Disney World Resort en 2004 i en 2010; aquests últims van ser transmesos per la cadena ABC. El 2000 es va estrenar una versió remescla titulada «Sota Sota Def», i en 2009 va debutar un dance mix. L'any següent, el 2010, va regravar la cançó pel seu tretzè àlbum d'estudi i segon compilatori nadalenc, Merry Christmas II You, i el va reanomenar com a «All I Want for Christmas Is You (Extra Festive)». El 2011, va gravar una nova versió en duo amb Justin Bieber que es va incloure en l'àlbum nadalenc d'aquest últim, Under the Mistletoe.
La crítica ha elogiat a «All I Want for Christmas Is You» des de la seva estrena: The New Yorker, per exemple, la va catalogar com «una de les poques addicions modernes dignes d'incorporar-se al cànon nadalenc». The Daily Telegraph ho va descriure al seu torn com el tema nadalenc més popular i més reproduït en aquesta dècada en el Regne Unit, i Rolling Stone la va posicionar en el quart lloc de la seva categoria de les millors cançons nadalenques de rock and roll, catalogant-ho com un «clàssic nadalenc». Igualment va tenir un considerable èxit comercial, la qual cosa queda evidenciat en haver-se posicionat en els primers llocs dels llistats de senzills d'Austràlia, Japó, Països Baixos, Noruega i del Regne Unit, a més de figurar entre les deu cançons més reeixides en altres països. Així mateix, va esdevenir un dels vint senzills digitals més exitosos del segle xx, l'assoliment més important fet per una cantant en aquesta llista, així com en el llistat de senzills nadalencs. Fins a 2013 ha generat 50 milions d'USD en concepte de regalies.

## Antecedents i redacció de la lletra
Columbia Records va proposar a Carey produir un àlbum nadalenc per augmentar la seva popularitat i deixar de ser una simple cantant de pop.

## Posicionament en llistes

### Setmanals
| País                   | Llista                           | Millor posició |      |      |      |      |      |
| 1994                   | 1994                             | 1994           | 1994 | 1994 | 1994 | 1994 | 1994 |
| ---------------------- | -------------------------------- | -------------- | ---- | ---- | ---- | ---- | ---- |
| Alemanya               | German Singles Chart             | 14             |      |      |      |      |      |
| Austràlia              | Australian Singles Chart         | 2              |      |      |      |      |      |
| Àustria                | Austrian Singles Chart           | 11             |      |      |      |      |      |
| Itàlia                 | Italian Singles Chart            | 1              |      |      |      |      |      |
| Japó                   | Japanese Singles Chart           | 2              |      |      |      |      |      |
| Nova Zelanda           | New Zealand Singles Chart        | 4              |      |      |      |      |      |
| Països Baixos          | Dutch Singles Chart              | 2              |      |      |      |      |      |
| Regne Unit             | UK Singles Chart                 | 2              |      |      |      |      |      |
| Suècia                 | Swedish Singles Chart            | 17             |      |      |      |      |      |
| Suïssa                 | Swiss Singles Chart              | 18             |      |      |      |      |      |
| País                   | Lista                            | Millor posició |      |      |      |      |      |
| 1995                   |                                  |                |      |      |      |      |      |
| Estats Units           | Billboard Hot Adult Contemporary | 6              |      |      |      |      |      |
| Estats Units           | Billboard Hot 100 Airplay        | 12             |      |      |      |      |      |
| Regne Unit             | UK Singles Chart                 | 8              |      |      |      |      |      |
| País                   | Lista                            | Millor posició |      |      |      |      |      |
| 2000                   |                                  |                |      |      |      |      |      |
| Estats Units d'Amèrica | US Billboard Hot 100             | 83             |      |      |      |      |      |
| País                   | Lista                            | Millor posició |      |      |      |      |      |
| 2007                   |                                  |                |      |      |      |      |      |
| Àustria                | Austrian Singles Chart           | 32             |      |      |      |      |      |
| Dinamarca              | Danish Singles Chart             | 6              |      |      |      |      |      |
| Irlanda                | Irish Singles Chart              | 8              |      |      |      |      |      |
| Noruega                | Norwegian Singles Chart          | 2              |      |      |      |      |      |
| Regne Unit             | UK Singles Chart                 | 4              |      |      |      |      |      |
| Suècia                 | Swedish Singles Chart            | 8              |      |      |      |      |      |
| Unió Europea           | European Singles Chart           | 9              |      |      |      |      |      |
| País                   | Lista                            | Millor posició |      |      |      |      |      |
| 2008                   |                                  |                |      |      |      |      |      |
| Dinamarca              | Danish Singles Chart             | 4              |      |      |      |      |      |
| Estats Units           | US Billboard Holiday Songs       | 1              |      |      |      |      |      |
| Irlanda                | Irish Singles Chart              | 17             |      |      |      |      |      |
| Itàlia                 | Italian Singles Chart            | 16             |      |      |      |      |      |
| Noruega                | Norwegian Singles Chart          | 3              |      |      |      |      |      |
| Regne Unit             | UK Singles Chart                 | 12             |      |      |      |      |      |
| Suècia                 | Swedish Singles Chart            | 12             |      |      |      |      |      |
| País                   | Lista                            | Millor posició |      |      |      |      |      |
| 2009                   |                                  |                |      |      |      |      |      |
| Bèlgica (Flandes)      | Belgium Singles Chart            | 1              |      |      |      |      |      |
| Bèlgica (Valònia)      | Belgium Singles Chart            | 1              |      |      |      |      |      |
| Dinamarca              | Danish Singles Chart             | 12             |      |      |      |      |      |
| Escòcia                | Scottish Singles Chart           | 20             |      |      |      |      |      |
| Espanya                | Spanish Singles Chart            | 4              |      |      |      |      |      |
| Finlàndia              | Finnish Singles Chart            | 12             |      |      |      |      |      |
| Irlanda                | Irish Singles Chart              | 18             |      |      |      |      |      |
| Itàlia                 | Italian Singles Chart            | 4              |      |      |      |      |      |
| Noruega                | Norwegian Singles Chart          | 6              |      |      |      |      |      |
| Regne Unit             | UK Singles Chart                 | 19             |      |      |      |      |      |
| Suècia                 | Swedish Singles Chart            | 10             |      |      |      |      |      |
| País                   | Lista                            | Millor posició |      |      |      |      |      |
| 2010                   |                                  |                |      |      |      |      |      |
| Àustria                | Austrian Singles Chart           | 22             |      |      |      |      |      |
| Dinamarca              | Danish Singles Chart             | 11             |      |      |      |      |      |
| Escòcia                | Scottish Singles Chart           | 25             |      |      |      |      |      |
| Espanya                | Spanish Singles Chart            | 12             |      |      |      |      |      |
| Estats Units           | US Billboard Holiday Songs       | 1              |      |      |      |      |      |
| Irlanda                | Irish Singles Chart              | 16             |      |      |      |      |      |
| Itàlia                 | Italy Singles Chart              | 6              |      |      |      |      |      |
| Japó                   | Japan Hot 100                    | 6              |      |      |      |      |      |
| Noruega                | Norwegian Singles Chart          | 3              |      |      |      |      |      |
| Països Baixos          | Dutch Single Chart               | 19             |      |      |      |      |      |
| Regne Unit             | UK Singles Chart                 | 18             |      |      |      |      |      |
| Suècia                 | Swedish Singles Chart            | 16             |      |      |      |      |      |
| Suïssa                 | Swiss Singles Chart              | 45             |      |      |      |      |      |
| País                   | Lista                            | Millor posició |      |      |      |      |      |
| 2012                   |                                  |                |      |      |      |      |      |
| Estats Units           | US Billboard Hot 100             | 21             |      |      |      |      |      |
| 2014                   |                                  |                |      |      |      |      |      |
| Estats Units           | US Billboard Hot 100             | 35             |      |      |      |      |      |
| 2015                   |                                  |                |      |      |      |      |      |
| Estats Units           | US Billboard Hot 100             | 11             |      |      |      |      |      |